# Isla del Rey (Chafarinas)
La isla del Rey Francisco es una isla española perteneciente al grupo de las islas Chafarinas, en el mar Mediterráneo frente a la costa del norte de África. Actualmente la isla está protegida como zona natural. Su extensión es de unas 11,6 hectáreas. Su nombre coincide con el de Francisco de Asís de Borbón, rey consorte de Isabel II.
Estuvo unida a la isla de Isabel II mediante un muelle, que fue destruido después de un fuerte temporal, del que quedan algunos bloques sumergidos que sirven de refugio a distintas especies marinas.
La única construcción que queda en pie es un pequeño cementerio civil.